# Cutie

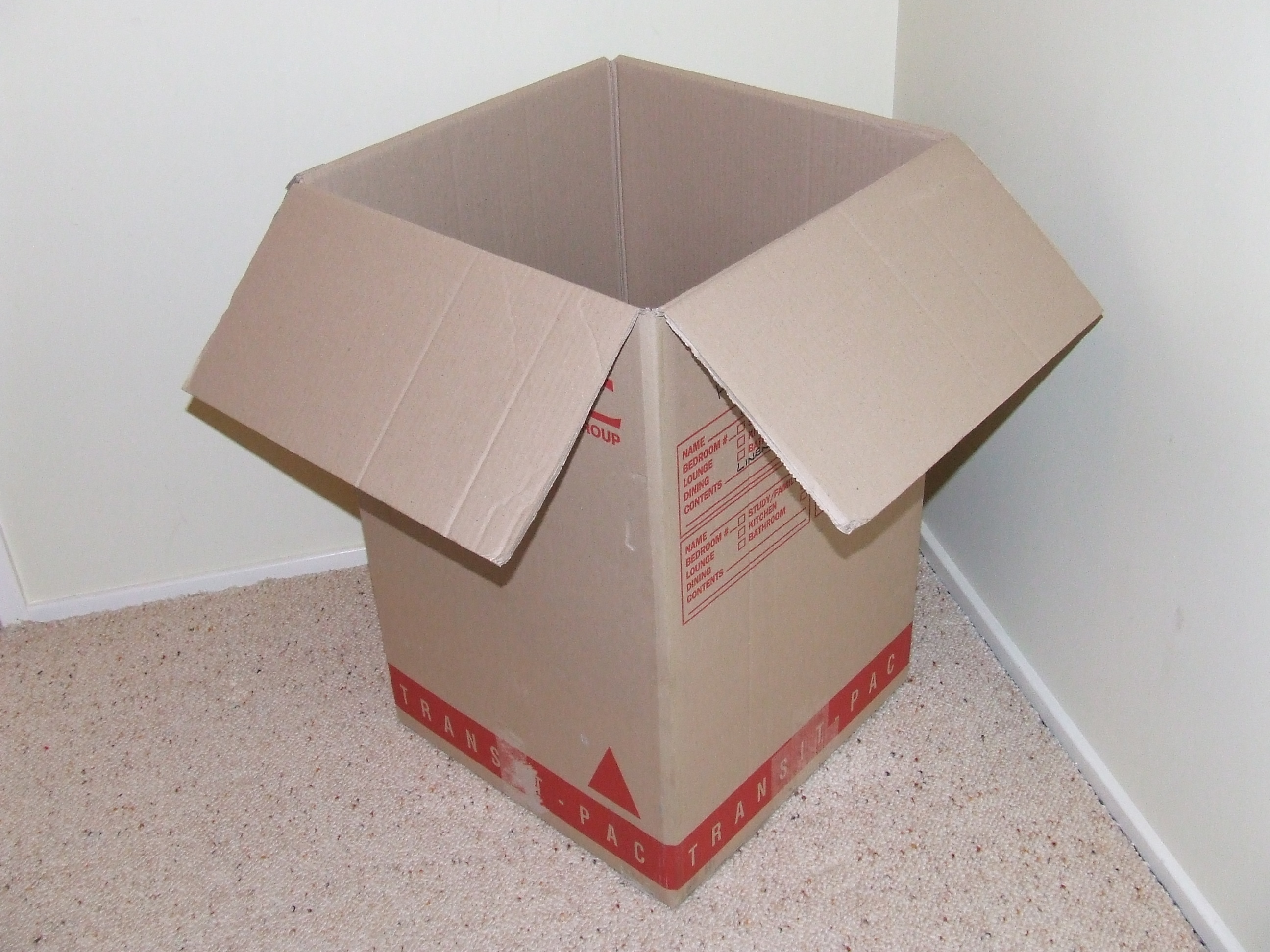
O cutie din carton, ce se folosește la mutări

O Cutie este un obiect confecționat din diverse materiale (lemn, carton, plastic, sticlă, etc) în formă de paralelipiped sau cub cu scopul de a păstra sau proteja în interiorul său gol diverse obiecte.  Mărimea cutiilor poate varia de la foarte mici la mari, majoritatea celor mici fiind folosite pentru păstrarea bijuteriilor sau obiectelor de valoare mici, iar cele mari fiind folosite pentru depozitarea de obiecte de dimensiuni largi.